# Giovane donna con veste nera
La Giovane donna con veste nera è un dipinto a olio su tavola (59,5x44,5 cm) di Tiziano, databile al 1515 circa e conservato nel Kunsthistorisches Museum di Vienna.

## Descrizione e stile
L'opera venne già attribuita a Palma il Vecchio, poi a Giovanni Cariani, finché Roberto Longhi non la assegnò a Tiziano, ipotesi per lo più accettata dalla critica successiva.
Su uno sfondo scuro una giovane donna è ritratta a mezza figura, rivolta frontalmente verso lo spettatore, con una leggera torsione del busto verso destra che annulla ogni staticità. Una mano regge il mantello aperto sulla camicia bianca, con una generosa scollatura. Il tipo fisico della donna, forse l'amante di Tiziano, ricorda numerose altre opere dell'epoca, come ad esempio la Flora degli Uffizi o la Donna allo specchio del Louvre.

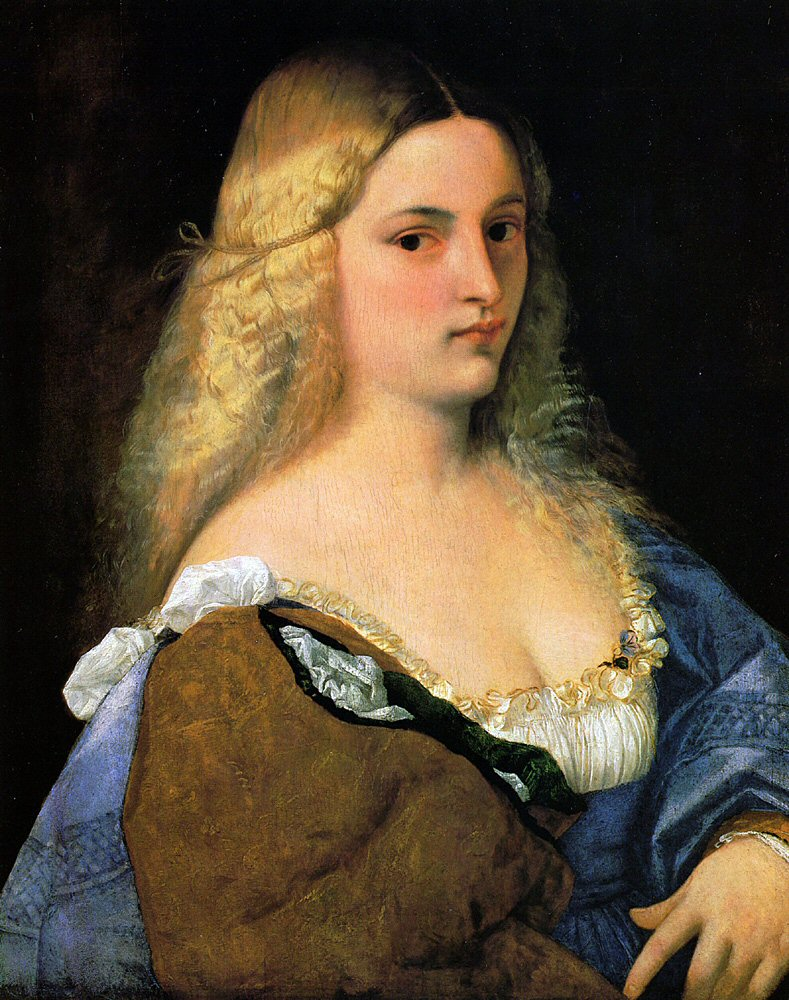
Violante (Kunsthistorisches Museum)
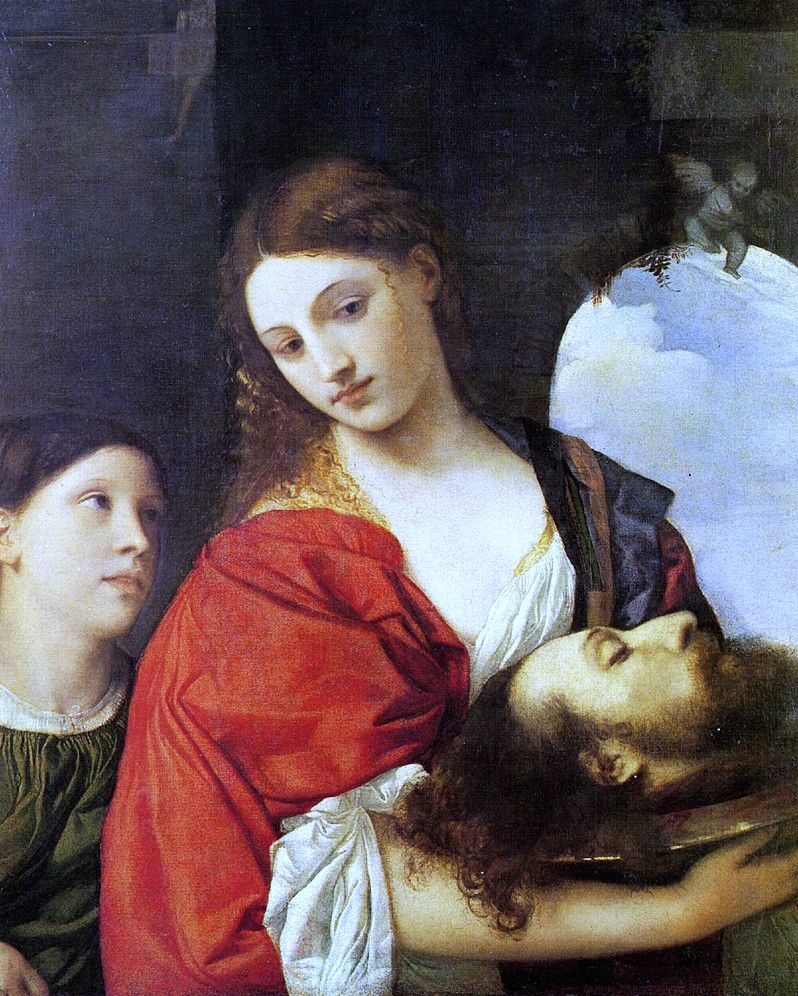
Salomè (Galleria Doria Pamphilj)
Donna allo specchio (Louvre)
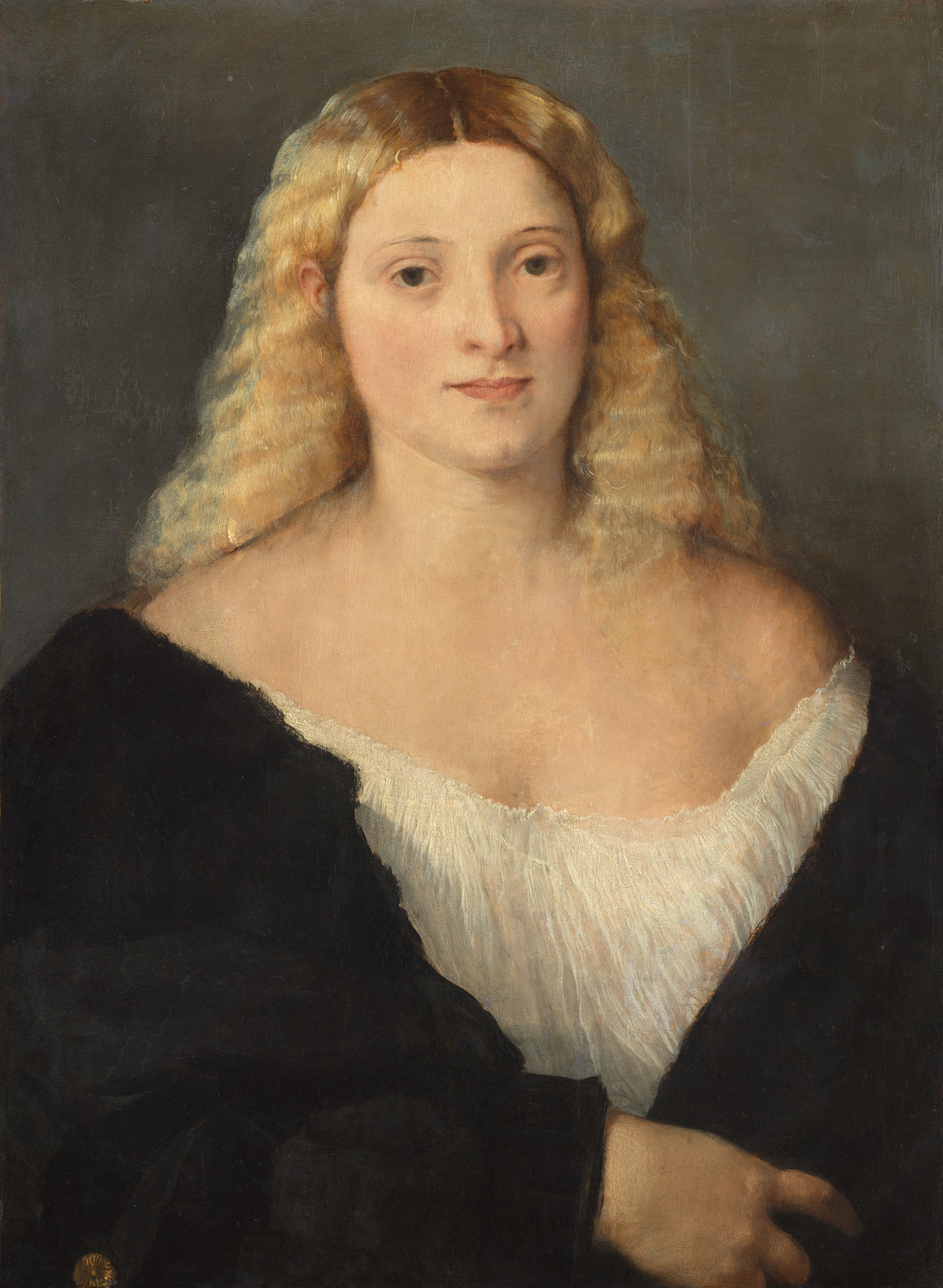
Giovane donna con veste nera (Kunsthistorisches Museum)
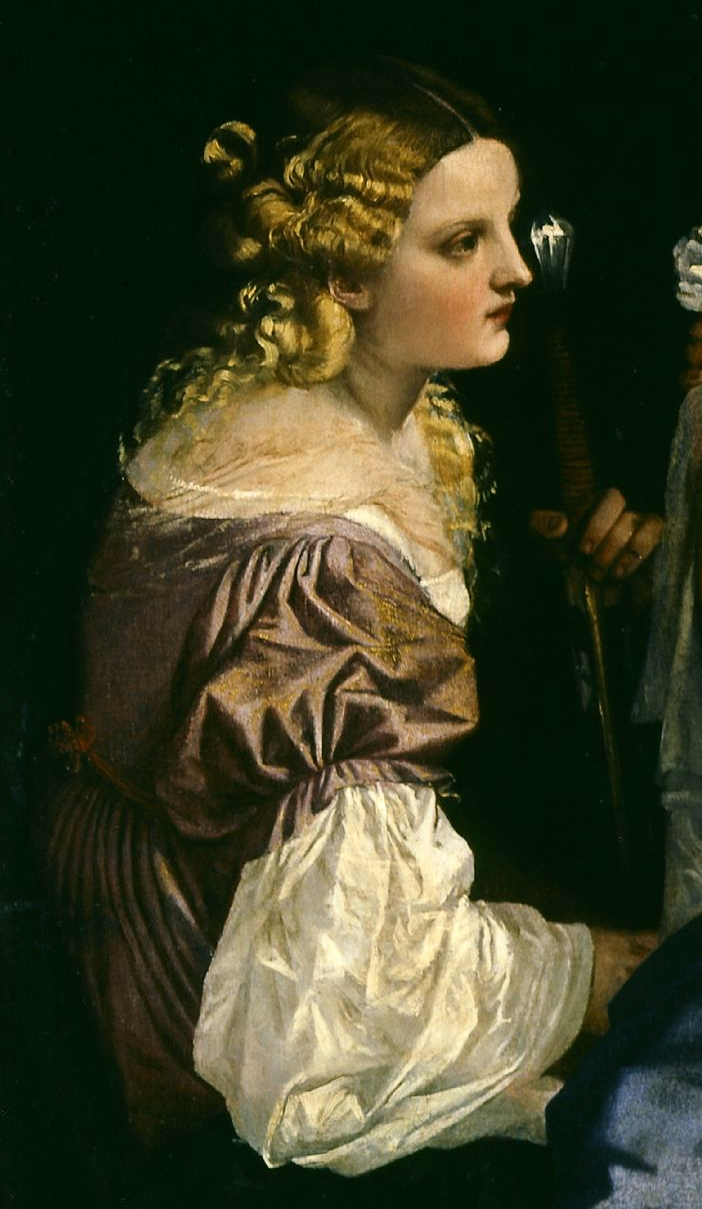
Sacra conversazione Balbi (Fondazione Magnani-Rocca, dettaglio)
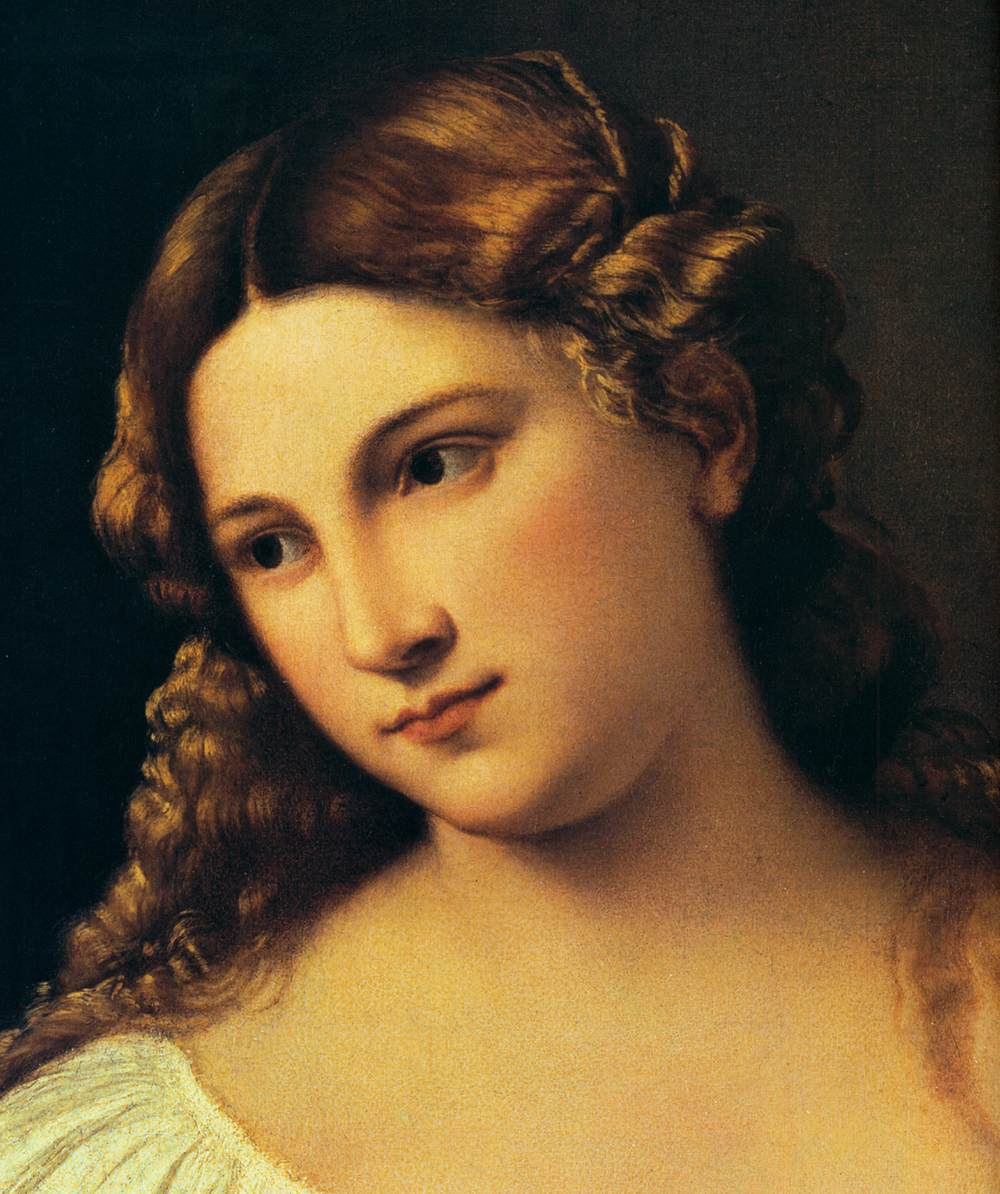
Flora (Uffizi, dettaglio)
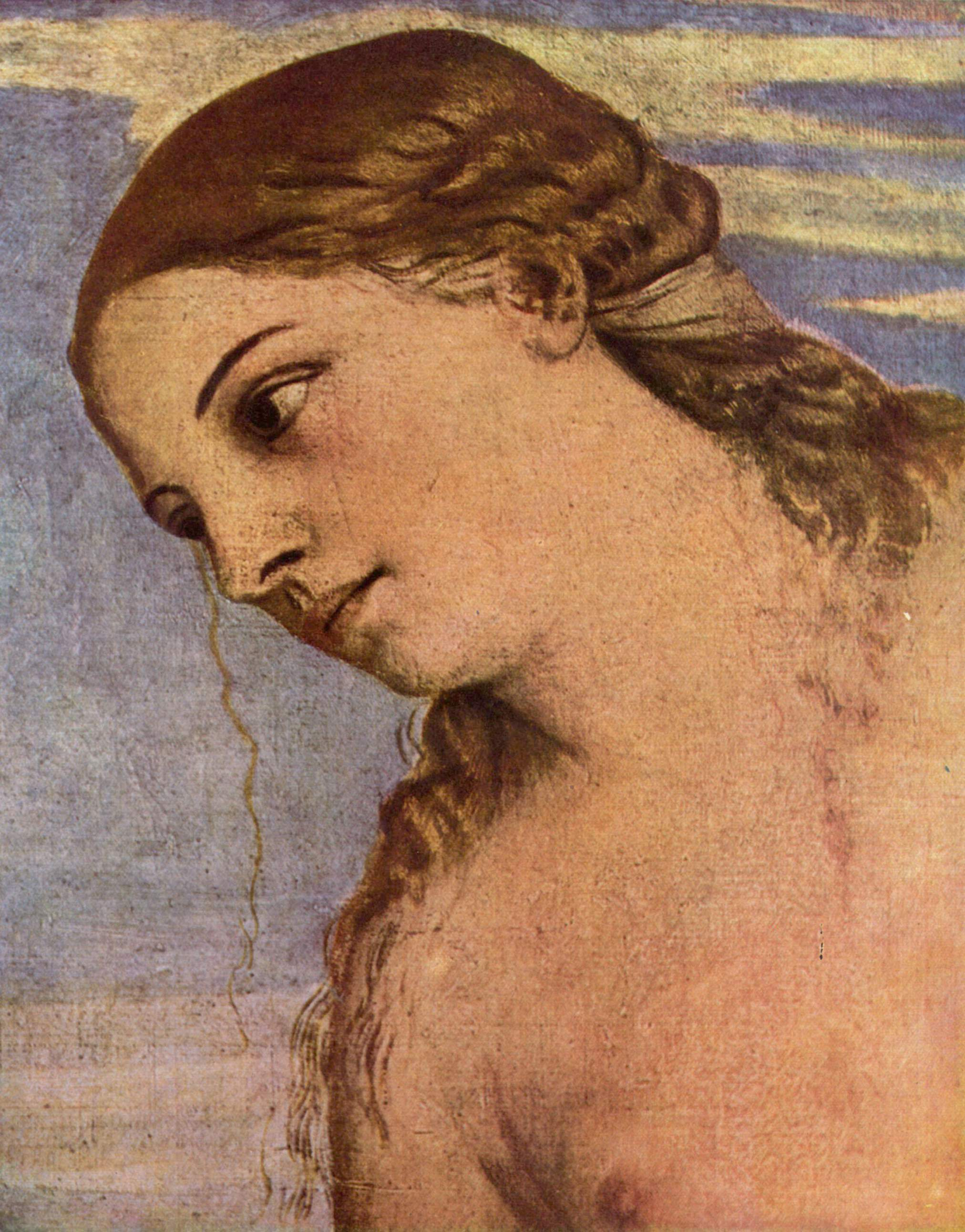
Amor sacro e Amor profano (Galleria Borghese, dettaglio)
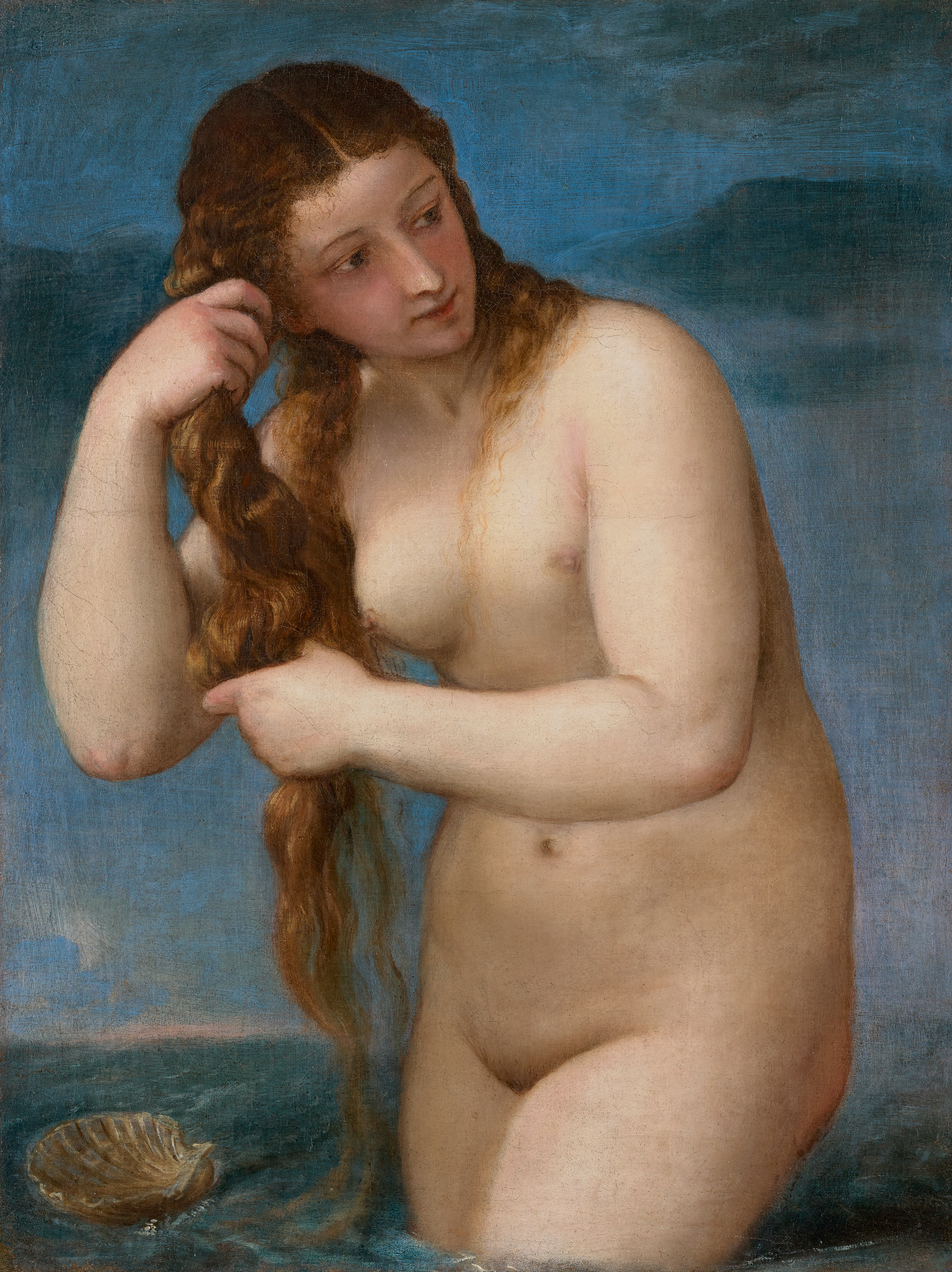
Venere Anadiomene (National Gallery of Scotland)
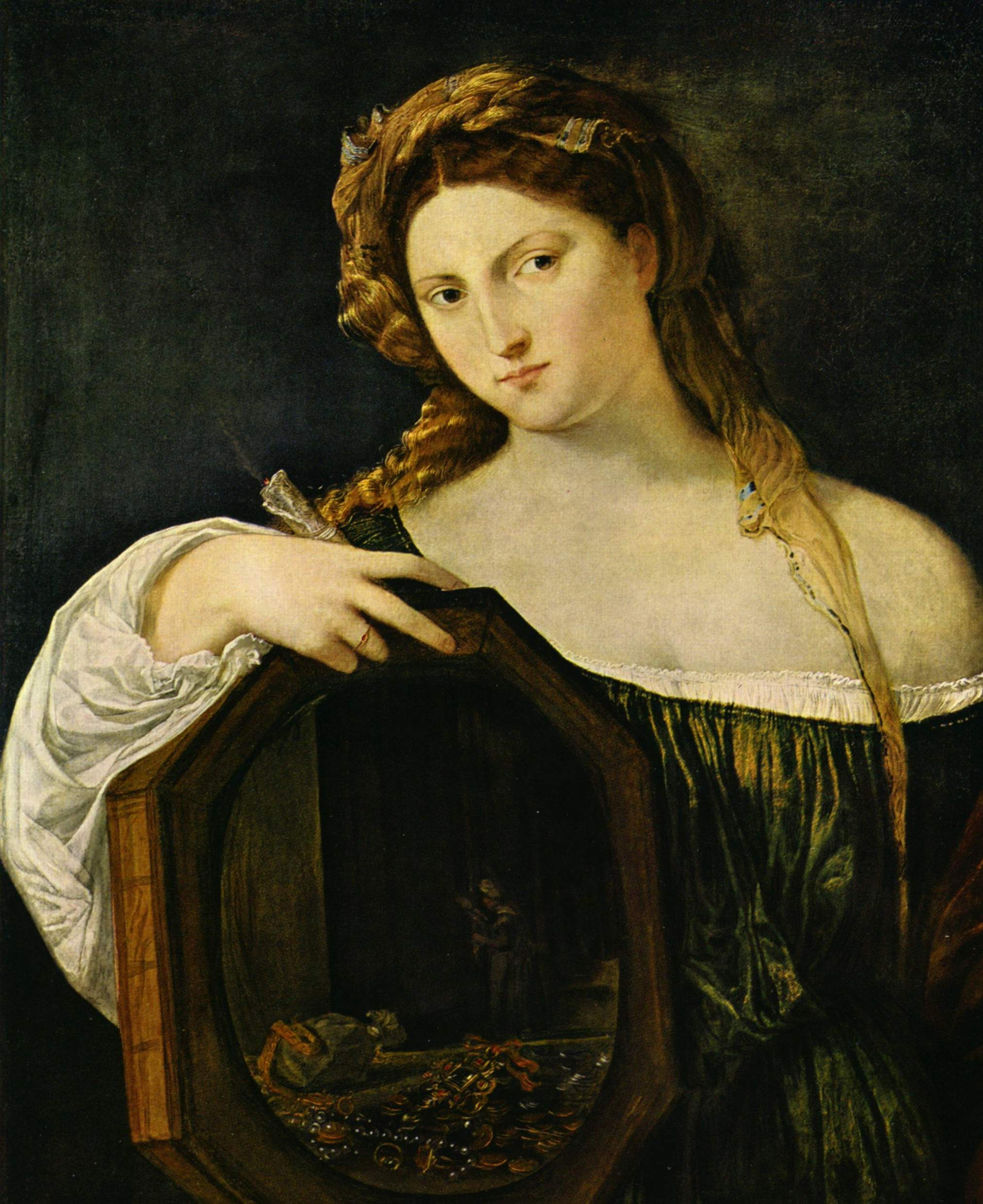
Vanità (Alte Pinakothek)